# Attia Hamouda
Attia Mohammed Hamouda (arabiska: عطية محمد حمودة), född 1914 i Kairo, död 1992, var en egyptisk tyngdlyftare som tog OS-silver i lättvikt (67,5 kg) vid olympiska sommarspelen 1948 i London. Han tog också två VM-silver.